# N-acetilglukozaminska 6-sulfataza
N-acetilglukozaminska 6-sulfataza (EC 3.1.6.14, hondroitinsulfataza, O,N-disulfat O-sulfohidrolaza, acetilglukozamin 6-sulfataza, N-acetilglukozamin 6-sulfat sulfataza, acetilglukozamin 6-sulfataza, 2-acetamido-2-dezoksi-D-glukoza 6-sulfat sulfataza) je enzim sa sistematskim imenom N-acetil--glukozamin-6-sulfat 6-sulfohidrolaza. Ovaj enzim katalizuje sledeću hemijsku reakciju
hidroliza 6-sulfatnih grupa N-acetil--glukozamin 6-sulfatnih jedinica heparan sulfata i keratan sulfata
Ovaj enzim može da bude identičan enzimom EC 3.1.6.11, disulfoglukozamin-6-sulfatazom.

## Literatura
- Nicholas C. Price; Lewis Stevens (1999). Fundamentals of Enzymology: The Cell and Molecular Biology of Catalytic Proteins (Third изд.). USA: Oxford University Press. ISBN 019850229X.
- Eric J. Toone (2006). Advances in Enzymology and Related Areas of Molecular Biology, Protein Evolution (Volume 75 изд.). Wiley-Interscience. ISBN 0471205036.
- Branden C; Tooze J. Introduction to Protein Structure. New York, NY: Garland Publishing. ISBN 0-8153-2305-0.
- Irwin H. Segel. Enzyme Kinetics: Behavior and Analysis of Rapid Equilibrium and Steady-State Enzyme Systems (Book 44 изд.). Wiley Classics Library. ISBN 0471303097.
- William P. Jencks (1987). Catalysis in Chemistry and Enzymology. Dover Publications. ISBN 0486654605.

## Spoljašnje veze
- N-acetylglucosamine-6-sulfatase на 